# Вкусвилл
ВкусВи́лл — российская розничная сеть супермаркетов и собственная торговая марка продуктов, позиционируемых как «продукты для здорового питания». В 2025 году сеть насчитывает более 2 тысяч магазинов и более 240 дарксторов в 157 городах России.

## История
Основана в 2009 году в Москве предпринимателем Андреем Кривенко как сеть магазинов под названием «Избёнка». Первый магазин открылся в районе Строгино 12 мая 2009 года. С 2012 года помимо (а позднее и вместо) «Избёнок», торговавших исключительно молочной продукцией, начали открываться магазины «Вкусвилл» с более широким ассортиментом, с фокусом на скоропортящуюся продукцию без консервантов и усилителей вкуса от небольших производителей.
За 2014 год сетями «Избёнка» и «Вкусвилл» управляли ООО «Луг да поле» и ООО «Вкусвилл», выручка и чистая прибыль первого составили 3,59 млрд рублей и 446 млн рублей соответственно, второго — 1,33 млрд рублей и −41 млн рублей. По данным на 2016 год, совокупная выручка обеих компаний составила 18,5 млрд рублей, количество сотрудников — около 3,5 тыс. человек. Владельцем обеих компаний является основатель сети Андрей Кривенко.
С 2017 года компания начала открывать магазины за пределами Москвы и Подмосковья (в соседних областях и Санкт-Петербурге). В том же году компания вошла в рейтинги РБК, заняв 489-е место среди 500 крупнейших компаний России, а также 3-е место из 50 самых быстрорастущих компаний России.
В мае 2019 года компания стала соучредителем ООО «Парим-варим», созданного для развития собственной сети кулинарии.
В 2020 году на фоне пандемии COVID-19 сеть увеличила долю онлайн-продаж до 15 %. В мае 2020 года открылся первый магазин VkusVill в Амстердаме. В мае 2020 года Вкусвилл в качестве эксперимента начал продажу вина в одном из столичных магазинов. 24 декабря 2020 года стало известно, что сеть добавит возможность покупать газировку, конфеты и снеки в онлайн-магазине сети в целях повышения среднего чека заказов. 
Также в 2020 году «Вкусвилл», выполнив 10,6 млн заказов, вошел в топ-5 крупнейших по обороту онлайн-продавцов еды в России. Ретейлер, по оценке Infoline, стал второй наиболее динамичной компанией после «Светофора» с ростом выручки на 38,8 %.
В июле 2021 года компания была перерегистрирована из Москвы в Черноголовку — родной город основателя «Вкусвилла» Андрея Кривенко. В сентябре 2021 года The Wall Street Journal сообщила о намерении «Вкусвилл» и СПБ Биржи в этом году или в начале следующего выйти на IPO в США, с учётом предполагаемой стоимости торговой площадки в 2 млрд долларов, а сети магазинов — от 3 до 5 млрд долларов. 21 сентября 2021 года «Вкусвилл» начал процесс ребрендинга, в рамках которого были изменены логотип сети, слоган и шрифт, созданный специально для сети Юрием Гордоном. Также в цветовую палитру визуальной составляющей компании был добавлен новый цвет — красно-ягодный. Слоганом сети стала фраза «Здесь полезное вкусно».
9 июня 2022 года из-за сложившейся геополитической обстановки «Вкусвилл» отказался от планов по проведению IPO на иностранных рынках. В ноябре 2022 года компания объявила о старте продаж продуктов в Китае. В мае 2022 года «ВкусВилл» запустил поставки своей продукции в Казахстан. В ноябре 2022 года началось закрытие магазинов VkusVill в Амстердаме. 
В январе 2023 года «Вкусвилл» запустил формат малых магазинов (площадь магазина — 60-80 м²) под названием «Вкусвилл Мини», в 2024 году он стал лидером по темпу развития среди других форматов «Вкусвилла».
В ноябре 2023 года стало известно о покупке компанией «ВкусВилл» сети кафе «Андерсон».
В марте 2024 года стали известны планы «Вкусвилла» по запуску заведений общепита под брендами «Rимляне» и «Вместе». Последний — совместно с сетью Do.bro Coffee, для этого дочерняя компания «Вкусвилла» приобрела 80% в компании «Вместе».  
В апреле 2024 года «Вкусвилл» открыл магазин в городе Алма-Ата (Казахстан).
В декабре 2024 года ВкусВилл анонсировал запуск совместной магистратуры с РЭУ имени Г.В.Плеханова
В марте 2025 года в Москве был открыт первый корнер «Вкусвилл Косметика» с продукцией собственного производства бренда. 
В апреле 2025 года ВкусВилл» закрыл свои придорожные кафе «Бодрю». «Бодрю» не показал высокой ценности для покупателей. Всего было четыре объекта — на Симферопольском шоссе, на Минском шоссе, в Наро-Фоминске и одно передвижное кафе без постоянного адреса.  
В мае 2025 года «Вкусвилл» запустил отдельный интернет-магазин фруктов, ягод, соков и смузи «Фруткорт».  
В мае 2025 года ВкусВилл стал серебряным призёром в премии HR-бренд от HH.ru 
В июле 2025 года продукция «ВкусВилла» появилась в Армении в супермаркетах «88» 
В июле 2025 года под управление ВкусВилла перешла часть компаний ГК Автомакон 
В августе 2025 года "Московский постамат» и ВкусВилл запустили первый в России хладомат для доставки продуктов питания вне магазина 

## Собственники
Основатель сети Андрей Кривенко через АО «Эволюционная цель» владеет ООО «Проект Избенка», которому, в свою очередь, принадлежит 86,05 % АО «Вкусвилл», и ещё 1,79 % акций напрямую. Структуре Baring Vostok принадлежит 12,16 % акций ретейлера.

## Показатели
На июль 2023 года «Вкусвилл» имел более 1490 магазинов в 147 городах России, к концу первого полугодия 2024 года их количество выросло до 2055 в 165 городах. На долю онлайн-заказов приходится половина всего оборота, их количество за январь-июль 2024 года составило 64,2 млн. По итогам 2024 года оборот компании вырос на 27% и составил 329 млрд рублей. Число покупателей с картами ВкусВилл выросло на 17% и составило 8,8 млн человек. На конец 2024 года в компании было открыто 2480 магазинов и дарксторов в 173 городах России. В первом квартале 2025 года количество магазинов у «Вкусвилл» сократилось на 10,5% (238 магазинов), что в компании объяснили необходимостью закрывать нерентабельные магазины. 

## Критика и скандалы
- 30 июня 2021 год на сайте «Вкусвилл» была опубликована статья «Рецепты семейного счастья», в которой описывались семьи, покупающие продукты в сети супермаркетов бренда. В числе прочих была рассказана история ЛГБТ+ семьи, что вызвало полярные реакции в рунете. Некоторые СМИ заявили о первом случае поддержки ЛГБТ-движения в истории крупного российского бизнеса[46]. Однако после распространения материала среди телеграм-каналов ультраконсервативного толка, в адрес ВкусВилл, а также семьи девушек из статьи, стали поступать угрозы, в том числе физической расправы. В результате общественного резонанса, руководство сети супермаркетов удалило статью с сайта и соцсетей и принесло извинения за «ошибку, ставшей проявлением непрофессионализма отдельных сотрудников»[47][48][49]. После этого компанию раскритиковала и либерально настроенная часть аудитории[50]. Героиням ролика из-за угроз пришлось уехать из России в Испанию[51]. Маркетолог и ещё несколько сотрудников уволились[52].

- В ноябре 2023 года российские СМИ сообщили о том, что АНО «Роскачество» обнаружило патогенные бактерии (листерии) в пельменях под собственной торговой маркой «ВкусВилл»[53][54][55]. По сообщению компании, Роскачество уведомило ВкусВилл о результатах экспертизы заранее, до публикации результатов исследования, и компания в тот же день сняла с продаж проверяемую продукцию. Продукция под торговой маркой «ВкусВилл» была изготовлена ООО «Чали»[56].
- 15 июля 2024 года Федеральное государственное бюджетное учреждение «Национальный центр безопасности продукции водного промысла и аквакультуры» (ФГБУ «НЦБРП»), одобренное Росаккредитацией, по заказу «Известий» провело лабораторное исследование продукции «Вкусвилла». В салатах «Оливье» нашли бактерии кишечной палочки и превышение нормы общего микробного числа[57].
- 12 октября 2024 года сотни человек пожаловались на отравление зефиром из «ВкусВилл». Покупатели отмечали боли в животе, понос и тошноту после десерта. В ответ на жалобу им пришло письмо с рекомендацией обратиться к врачу, при этом представители «ВВ» уверяли, что их продукция качественная[58][59]. Mash сообщал, что это вероятно было вызвано использованием в составе мальтита[60]. 24 октября Роспотребнадзор на время закрыл кондитерскую фабрику на которой производили зефир без сахара для «ВкусВилла»[61].
- 31 октября 2024 года «Вкусвилл» снял с продажи пирожное «картошка» после появившихся кадров антисанитарии на территории «Можайского кондитерского дома»[62].
- В декабре 2024 года СМИ сообщили о том, что пельменями «Мясное ассорти» отравились дети. В результате проверки было выяснено, что дети заразились сальмонеллёзом от пельменей, приобретённых в магазине «ВкусВилл». Производитель пельменей — ООО «Чали», в продукции которого в 2023 году были обнаружены патогенные бактерии листерии, которые вызывают листериоз, одну из самых тяжелых болезней пищевого происхождения[63][64][65][66].

## Фотографии

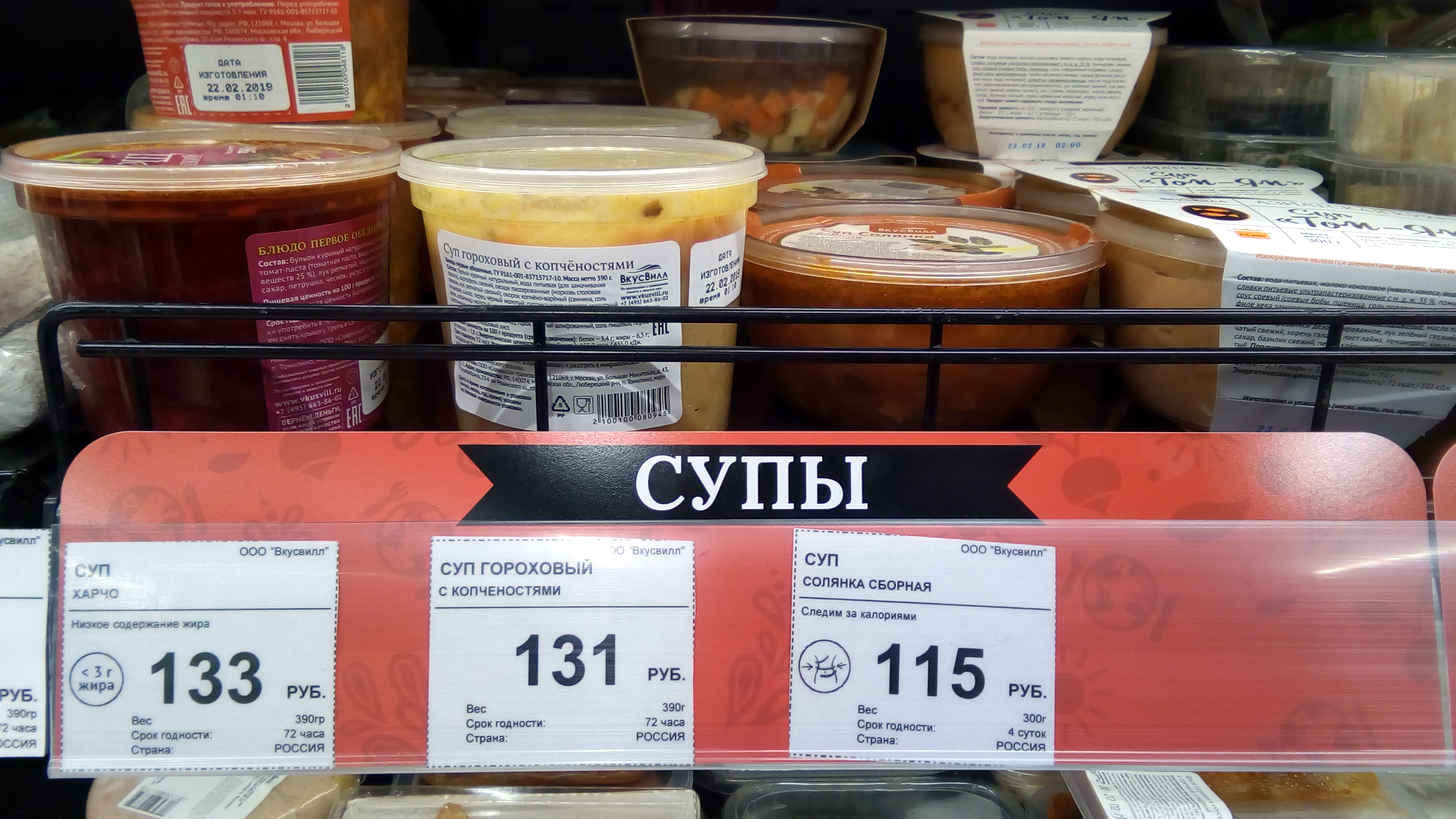
Готовая пищевая продукция в одном из московских магазинов
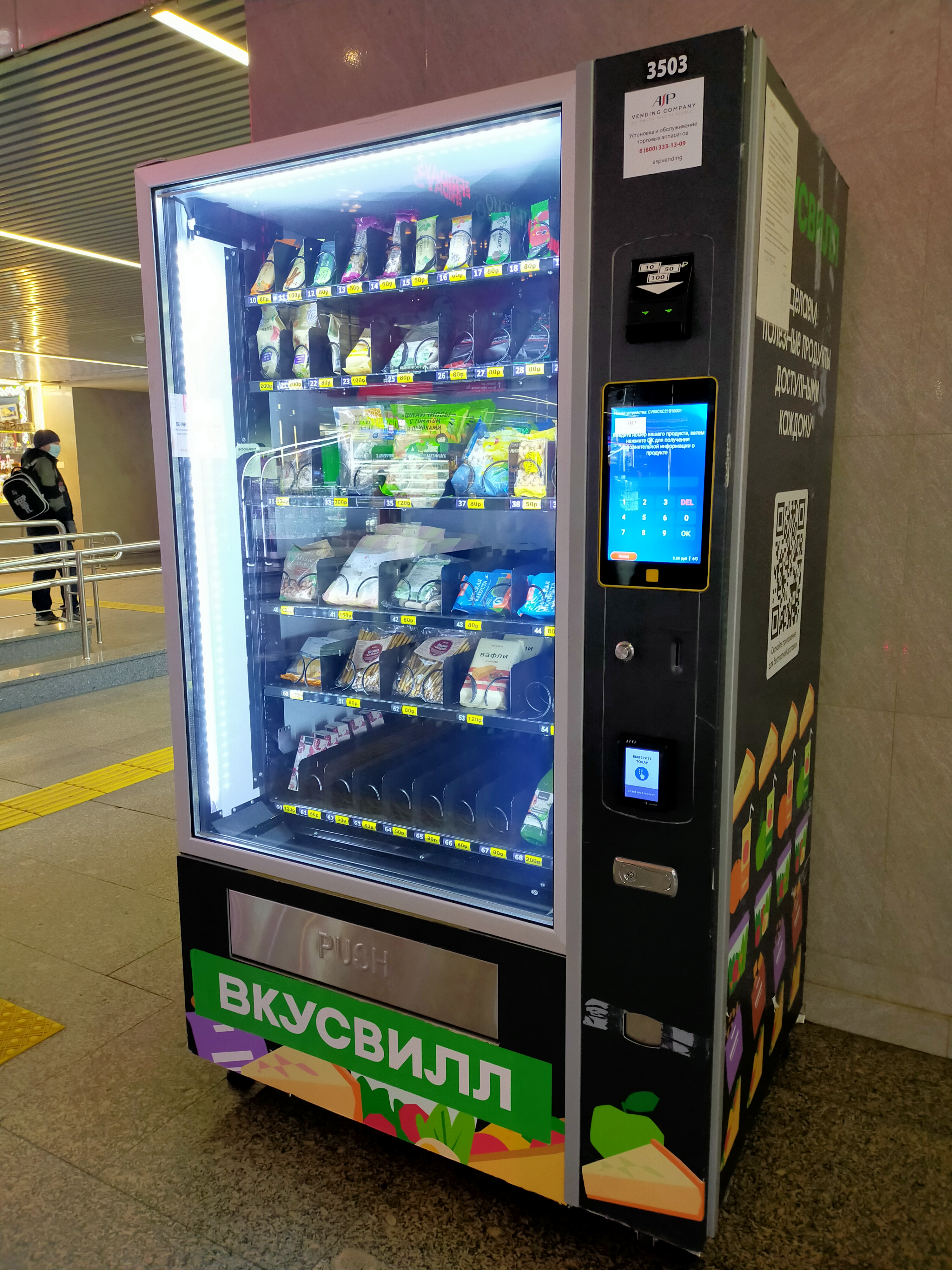
Торговый автомат «Вкусвилл» на Ленинградском вокзале в Москве